# Скандинавський топір
Скандинавський топір чи скандинавська сокира (англ. Scandinavian Forest Axe) — перш за все побутовий інструмент лісоруба, характерний довгим держаком і порівняно невеликим робочим інструментом, пристосований для того, щоб обрубувати гілки поваленого дерева без нахилу тіла, у повний зріст (що дає менше навантаження на спину і хорошу силу удару того, хто працює). Просто використовуючи таку сокиру в бою, ви отримуєте дуже страшну рубаючу зброю ближнього бою. Такого ж подвійного призначення набула і гуцульська бартка: мирний інструмент карпатських лісорубів в руках опришків став страшною зброєю.

## Умовна класифікація
У своєму розвитку сокира пройшла шлях від господарського і універсального знаряддя до вузькоспеціалізованої зброї. Умовно класифікують різновиди сокир: ранні типи А (вся дана типологія по Я. Петерсену) — з симетричним профілем і малозагнутим типом леза, інші — з асиметричним профілем, з різким вигином в нижній частині і так званим «бородатим» (тобто з відтягнутим вниз) лезом, модернізуються, виробляються різні варіанти «бородатої» чи бородоподібної сокири, прикладами можуть послужити типи C і D. Саме такі сокири з «борідкою» деякими дослідниками сприймаються як специфічно скандинавські. Найбільша різноманітність типів припадає на другу половину IX століття. Відбувається вдосконалення моделі широколезової сокири. З'являється тип K-асиметричний з незначним вигином вгорі і довгим поверхневим вигином внизу. Виникає тип L — з формою леза, зігнутої вниз і всередину, що дозволяє завдавати ефективніший удар зверху.
Цей пошук найефективніших форм завершується наприкінці X ст. певною уніфікацією, що виразилася в бойовій сокирі, так званій широкій сокирі (breiðøx) ісландських саг. Склався тип M — асиметричний, з довгим, поступовим вигином на верхньому вусі і коротким поступовим вигином на правому вусі.
Існує проблематичність в конструкції деяких сокир. Вчені помітили, що у сокир основна частина набагато товща від краю леза, яке було наварено, ймовірно, з якіснішого металу. Неясним залишається питання про застосування вікінгами комбінованої зброї, зробленої на основі сокири. Цілком ймовірно, що скандинави використовували якісь прото-алебарди, які ігнорувалися у похоронних звичаях. І, можливо, саме вони ховаються під такими складно-перекладеними термінами, як, наприклад, «atgeir».

## Як зброя
Тип скандинавської сокири, що використовувався як зброя, відомий під різними назвами: скандинавський топір, норманський топір, данський топір, норвезький топір (швед. Långyxa, Dansk yxa, норв. daneøks).
Після падіння Риму сокира, по суті справи, була забута у військовій справі Європи. Те, що вона була введена у вживання в IX—X ст., особливо в Англії та Ірландії, відбулося виключно завдяки вікінгам, серед яких ніколи не слабшала її популярність.
Бойовий варіант скандинавської сокири відомий в Європі приблизно з 8 сторіччя, на Русі з 9-го, з приходом на Русь перших варягів.

### Сокира проти меча: що краще
Бойова сокира часто сприймається як допоміжна, вторинна, зброя по відношенню до меча. Це зброя хлібороба, а не воїна-професіонала.
У підтвердження висувають цілий ряд аргументів
- сокиру технологічно легше виготовити, ніж меч, тобто воно відносно дешева, а значить, і більш доступна;
- по-друге, меч — ефективніша і складніша в плані застосування зброя,— і для гарного володіння ним необхідні довгі роки тренування.

Мається на увазі, що у рядового хлібороба немає ні зайвого часу, ні зайвих коштів, і сокира, таким чином, будучи, як уже говорилося вище, універсальним знаряддям, ставала кращою для непрофесіонала, ніж, скажімо, меч. Саме меч в нашій свідомості є необхідним атрибутом воїна, доказом його героїчності та належності до військового стану. Однак, така точка зору по відношенню до розглянутого періоду багато в чому стереотипна і склалася в цілому під впливом матеріалів класичного середньовіччя.

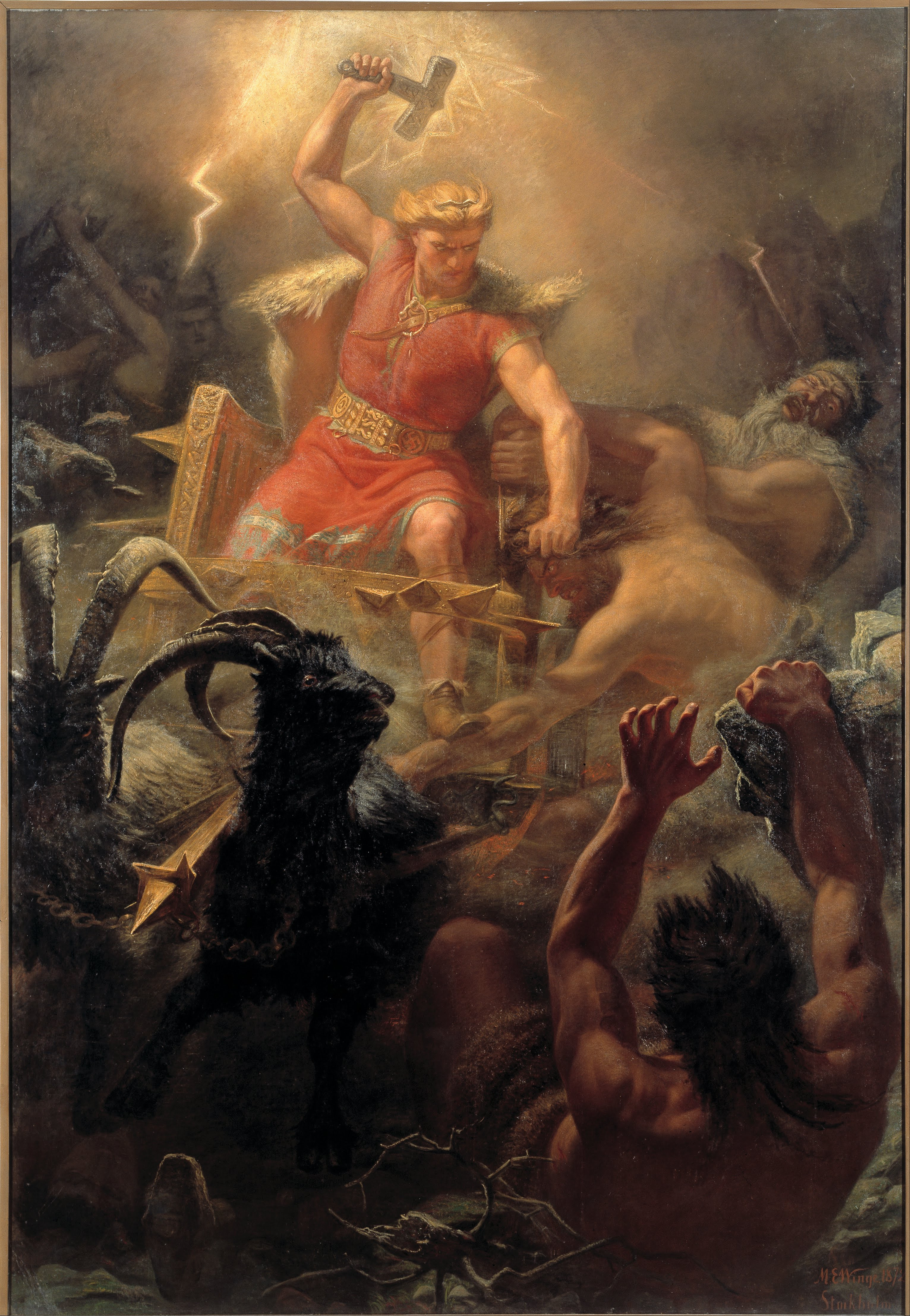
Зображення скандинавського бога Тора, що знищує сокирою велетнів.

Справді, сокиру було легше виготовити, і вона, ймовірно, була не такою дорогою, як хороший меч, однак тільки цей факт не міг послужити причиною вибору тієї чи іншої зброї. Єдиною підставою для вибору служили ефективність зброї і особиста прихильність воїна саме до цього виду зброї.
Серед недоліків сокири відзначали такі: оскільки бойова сокира мала значну вагу, то воїн, що використав її в бою, повинен був володіти неабиякою фізичною силою. Таким чином, удари сокирою були досить прямолінійні, проводилися з широкого замаху, даючи тим самим воїну з легшим і гнучкішим мечем значні переваги, що і послужило причиною поступового витіснення сокири з широкого користування. Однак подібні твердження не згадують стосовно всієї епохи вікінгів. Звернемо увагу, що вага бойової сокири, по суті, не перевищувала ваги стандартного меча. І для проведення ефективного удару мечем потрібний не менший замах. Необхідно пам'ятати, що поєдинки того часу були аж ніяк не витонченим фехтуванням, справа вирішувалася двома-трьома ударами, перевагу мала краще підготовлена людина; і сокира, й меч в цьому плані були зброєю рівноцінною.
Якщо судити за письмовими та археологічними джерелами, цей тип зброї був вельми популярний в середовищі знатних воїнів.
Норвезький конунг Олаф Святий був володарем сокири з вельми промовистою назвою — «Heel» (богиня смерті давніх скандинавів). Ейрік, син Гаральда Прекрасноволосого, носив прізвисько «Кривава сокира», що, напевно, відображає його смаки у виборі зброї.
Часті згадки в сагах про сокири, «викладені сріблом», знайшли своє підтвердження в знахідках археологів. Зокрема, може бути названа знаменита Маменська сокира, вся поверхня якої майстерно прикрашена срібними нитками, що утворюють химерні візерунки. Така декорована сокира, природно, підкреслювала статус їх власника і жодним чином не була побутовим інструментом для роботи з деревом.
Судячи по багатству поховання Саттон-Ху, покійний був одним з великих вождів англів чи саксів, які прийшли з континенту. На тлі мистецьких витворів, що супроводжують вождя в останню путь, - сокира (без будь-яких прикрас) виглядає досить блідо, однак, цілком ймовірно, відображає прижиттєвий вибір цієї зброї небіжчиком.
Взагалі, судячи з письмових і археологічних джерел, декоровані бойові сокири не були рідкісними. Найтиповішим було обмотувати рукояті «…золотою ниткою…»; багатші і знатніші особи могли прикрасити полотно сокири срібною ниткою, як у випадку з Маменською сокирою або отримати що-небудь таке в дар від конунга. Невеликі топірці, окрім усього іншого, могли слугувати символом старійшини або глави дому.
У середовищі професійних воїнів бойова сокира займала гідне місце. Пік популярності, очевидно, припадає на X—XI століття. Саме до цього періоду відноситься створення цілих підрозділів, відмітним знаком яких стала бойова сокира. Це знамениті хускарли, увічнені на килимі з Байє, і не менш знаменита «сокироносна гвардія» візантійських імператорів. Їх широколезові сокири були аж ніяк не парадною зброєю і ефективно використовувалися на полі бою. Незважаючи на відносно невелику, 20-25 см, робочу поверхню, удар за рахунок довгого держака, що утримується двома руками, виходив нищівним. Цього удару, напевно, не стримував жоден вид тодішнього захисного озброєння, така сокира з легкістю розколювала щити, пробивала шоломи і розривала кольчуги. Саме завдяки цим властивостям сокира відома нам під такими кеннингами, як «відьма щита» або «відьма кольчуги».

### В епосі
Цікавим є і той факт, що Скандинавський епос і міф практично повністю ігнорують бойову сокиру. І це при тому, що сокира була зброєю досить поширеною, і в певний момент не менш престижною, аніж меч. Щобільше, сокира виступає в літературі в досить похмурому світлі, вона тісно пов'язана із потойбічним світом. Це підтверджує ім'я сокири Олафа Святого — «Heel». Інша відома нам сокира має також похмуре прізвисько «Велетка битв». І взагалі, якщо вірити словам Сноррі Стурлусона, «люди називали сокири іменами тролів». Водночас деякі зразки так званих «молоточків Тора», амулета, широко поширеного в Скандинавії, за своєю формою ближче до сокири, аніж до молотка, який, у свою чергу, і був символом вельми шанованого бога Тора.

### Бойова чи побутова
Розділити побутовий і бойовий варіанти скандинавського топора можна лише умовно, оскільки будь-яку сокиру можна використовувати в побуті, і як зброю ближнього бою. Тим більше, що ці сокири різнилися між собою.

### Особливості
- Бойовий варіант, як правило, мав дещо коротше сокирище і менш масивний робочий інструмент[4]
- Деякі бойові сокири прикрашалися витинанням чи оздоблювалися дорогоцінними металами, на лезах виливалися емблеми-герби родів, зображення богів, звірів, тощо
- На держаках-сокирищах деяких сокир мали місце ущільнення і петлі з шкіряних ременів (очевидно, для кращої «прикладистості» до кисті руки, запобігання натиранню рук і можливості втратити сокиру в бою
- Бойові сокири прикрашалися скандинавськими рунами, що, по віруванням їх власників, мало ритуально-захисне значення, приносило перемогу в бою, багатство, захищало від ворожої зброї, тощо.